# Calle de la Rosa (Sagunto)
La calle de la Rosa es una vía pública de la ciudad española de Sagunto.

## Descripción
La vía nace de la calle del Camino Real, donde entronca con la de Josefa Daroqui, y discurre hasta llegar a la travesía que corre paralela a la avenida de los Santos de la Piedra. Antes de tener el título actual, se conoció también como «calle del Albelló» y «calle de Wite», esta última denominación por vivir en ella una familia de ese apellido. Aparece descrita en el Nomenclator de las calles, plazas y puertas antiguas y modernas de la ciudad de Sagunto (1901) de Antonio Chabret y Fraga con las siguientes palabras:

Rosa (calle de la). Se entra por la calle Real y sale á la de los Huertos. Esta denominación es moderna: la antigua era del albelló, como puede verse en su lugar. También era conocida en el primer tercio de este siglo por la calle de Wite, porque habitaba en ella una familia de este apellido.
(Chabret y Fraga, 1901, p. 86)